# Alexander Iwannikow
Alexander Iwannikow (russisch Александр Иванников; * 23. Januar 1945 in Moskau) ist ein ehemaliger sowjetischer Skispringer.

## Werdegang
Iwannikow, der für Dynamo Moskau startete, gab sein internationales Debüt bei der Vierschanzentournee 1962/63. Nach einem 23. Platz in Oberstdorf landete er auf der Bergiselschanze in Innsbruck überraschend Rang zehn. Nachdem er trotz dieses guten Ergebnisses im Anschluss seine Tournee abbrach, landete er nur auf Rang 55 der Gesamtwertung. Ein Jahr später bei der Vierschanzentournee 1963/64 begann er mit Rang acht auf der Schattenbergschanze in Oberstdorf und Platz zehn in Garmisch-Partenkirchen, bevor er in Innsbruck mit dem zweiten Platz hinter dem Finnen Veikko Kankkonen sein erstes und einziges Podium erreichte. Nachdem er mit Platz 14 in Bischofshofen erneut ein gutes Ergebnis ersprang, belegte er nach allen vier Springen Rang vier in der Gesamtwertung.
Bei den Olympischen Winterspielen 1964 in Innsbruck gehörte er nach seiner guten Tournee-Leistung mit seinen nur 19 Jahren zum Favoritenkreis und war zudem auch der jüngste Skispringer im sowjetischen Team. Von der Normalschanze belegte er am Ende jedoch nur Rang 17. Von der Großschanze sprang Iwannikow auf einen guten sechsten Platz.
Zur Vierschanzentournee 1964/65 gelang es Iwannikow nicht, an die vorherige Tournee anzuknüpfen. Nachdem er in Oberstdorf nur auf Rang 20 sprang, brach er die Tournee ab und landete somit nur auf Platz 26 der Gesamtwertung. Erstmals wieder alle vier Springen bestritt er bei der Vierschanzentournee 1965/66. Nachdem aber ein sechster Platz in Oberstdorf das beste Resultat war, reichte es nur zu Rang 11 der Gesamtwertung. Nach einem Jahr Pause startete er zwischen 1967 und 1971 erneut in der Vierschanzentournee, kam aber über Rang 15 in der Gesamtwertung, welchen er bei der Vierschanzentournee 1969/70 erreichte, nicht hinaus. Beim Janez Polda Memorial am 22. März 1970 auf der Normalschanze in Planica wurde er Zweiter.
Nach der Vierschanzentournee 1970/71, die er auf Rang 17 der Gesamtwertung abschloss, beendete er ein Jahr später seine aktive Karriere mit dem Start bei der Skiflug-Weltmeisterschaft 1972, bei der er im Einzelfliegen den 30. Platz erreichte.

## Erfolge

### Vierschanzentournee-Platzierungen
| Saison  | Platz | Punkte |
| ------- | ----- | ------ |
| 1962/63 | 55.   | 376,9  |
| 1963/64 | 04.   | 837,0  |
| 1964/65 | 26.   | 739,1  |
| 1965/66 | 11.   | 778,7  |
| 1967/68 | 17.   | 762,5  |
| 1968/69 | 23.   | 748,4  |
| 1969/70 | 15.   | 838,3  |
| 1970/71 | 17.   | 852,5  |